# Szabó János (kántortanító)
Szabó János (Abda, 1872. augusztus 12. – Budapest, 1928. április 18.) udvardi kántortanító, igazgató.

## Élete
Szabó János és Takács Eszter fia. Testvérei Kálmán, Ignác, Rozália (Mózerné) és Mária voltak. 1896-tól felesége Báthy Ilona (Báthy Gyula és Kubicza Anna lánya) volt. Báthy Gizella révén sógora volt Kollányi Miklós Károly (1864) körjegyző, (Kollányi Ferenc és Kollányi Ödön testvére).
1891-ben Győrben szerzett képesítést. Előbb Ímelyen, majd Porubszky Károly nyugdíjazását követően 1896-tól haláláig Udvardon tanított. Az első világháborúban Przemyśl eleste után orosz hadifogságba esett, s Szibériából hét év elteltével tért haza. A Tátrában kezelték, de 1928-ban betegsége miatt budapesti szanatóriumba vonult, majd rövidesen szívbillentyű-elégtelenségben elhunyt. A Kerepesi úti temetőben helyezték örök nyugalomra. Utódául az udvardiak  Dinnyés Károlyt választották meg.
Vezette az iskolásokat Glatz József udvardi plébános beiktatásánál. Kezdeményezője volt a községi kultúrház, a “Népház“ felépítésének. Az érsekujvárkerületi róm. kath. népnevelők egyesületének (Érsekujvárvidéki Kath. Tanítóegyesület) és az udvardi kerületi tanítói körnek volt az elnöke. Többek mellett a katolikus tanítók balatonlellei üdülőházának egyik megalapítója. A Komáromi Lapok munkatársa volt.

## Emléke
- Udvard, emléktábla (1969) a régi iskola falán[10]

## Művei
Színdarabokat írt és zenét komponált, többek között a Népnevelőben jelentek meg írásai.
- 1901 Bethlehemi bakter, karácsonyi pásztorjáték. Budapest (Népiratkák 187.)
- 1904 A megkerült gyermek, karácsonyi pásztorjáték. Budapest (Népiratkák 219.)
- 1905 Béke, pásztorjáték. Budapest
- A földönmaradt angyal
- Többsincs királyfi.